# Liste der Straßen und Plätze in Flensburg/U
| Name                                  | Hintergrund | Koordinate                                                       | Schild |
| ------------------------------------- | --- | ---------------------------------------------------------------- | ------ |
| Uferstraße                            | Ab der Kreuzung Fördestraße/Twedter Feld und Solitüde hat die Uferstraße ihren „optischen“ Anfang. Genau betrachtet beginnt die Uferstraße jedoch erst einige Meter weiter an der Gemeindegrenze von Glücksburg, in Richtung Meierwik. Sie führt somit zunächst durch einen Bereich, der schon seit Jahrzehnten über Solitüde mit Flensburg verwachsen ist. Nahe am Ufer der Flensburger Förde verläuft sie von dort weiter bis zum Ort Glücksburg. Die Verbindungsstraße von Flensburg nach Glücksburg entstand in ihrem heutigen Verlauf nach dem Zweiten Weltkrieg. | Lage, Glücksburg (PLZ 24960)                                     |        |
| Ulmenallee Elmeallé                   | Vgl. Ulme | Lage, Nordstadt (PLZ 24939)                                      |        |
| Ulmenstraße Elmegade                  | Vgl. Ulme; In Nachbarschaft befinden sich die Buchenstraße, die Eichenstraße und der Erlenweg. | Lage, Jürgensby (PLZ 24943)                                      |        |
| * Umgehungsstraße West                | Anderer Name für die Westtangente beziehungsweise der Bundesstraße 200. | Lage, Nordstadt/Westliche Höhe/Weiche/Südstadt (PLZ 24939/24941) |        |
| Unterer Lautrupsweg Nedre Lautrupsvej | Auf Karten zum Teil auch als „Unterer Lautrupweg“ eingetragen. — Weg der nach der Müllerfamilie Lautrup, die am nahgelegen Bach die Wassermühle besaß, benannt wurde. Der Lautrupsweg teilt sich in Oberer Lautrupsweg und Unterer Lautrupsweg. Vgl. Lautrupsbach | Lage, Fruerlund (PLZ 24937)                                      |        |
| Uranusweg Uranusvej                   | Benannt nach dem Planeten Uranus. Im Viertel existieren verschiedene Straßen, die nach Planeten benannt wurden, weshalb es den Namen Sternenviertel erhielt. | Lage, Engelsby (PLZ 24943)                                       |        |

Fußnoten
1. ↑  Vgl. Stadtarchiv Flensburg: Besprechung mit Oberförster Wagner Wald- u. Forstverwaltung, Revierförster Immobilienverträge, Baufristen, …, abgerufen am: 2. März 2015 sowie: WiF, Osttangente (Memento des Originals vom 24. Dezember 2014 im Internet Archive)  Info: Der Archivlink wurde automatisch eingesetzt und noch nicht geprüft. Bitte prüfe Original- und Archivlink gemäß Anleitung und entferne dann diesen Hinweis., abgerufen: 2. März 2015